# Victoria zu Bentheim und Steinfurt

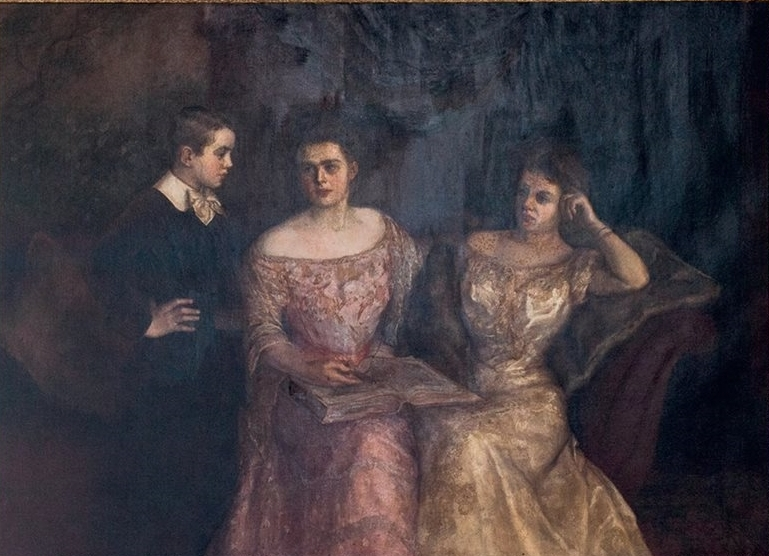
Victoria zwischen ihrer Schwester Elisabeth (rechts) und ihrem Bruder Friedrich zu Bentheim und Steinfurt

Victoria zu Bentheim und Steinfurt (* 18. August 1887 in Bentheim; † 30. Januar 1961 in Garmisch-Partenkirchen) war eine deutsche Architektin. Sie rettete unter Gefährdung ihres eigenen Lebens Eva Guttmann und ihre Tochter Stefanie vor dem Holocaust. Sie versteckte Frieda Mühlhausen und besorgte ihr falsche Papiere.

## Leben und Wirken

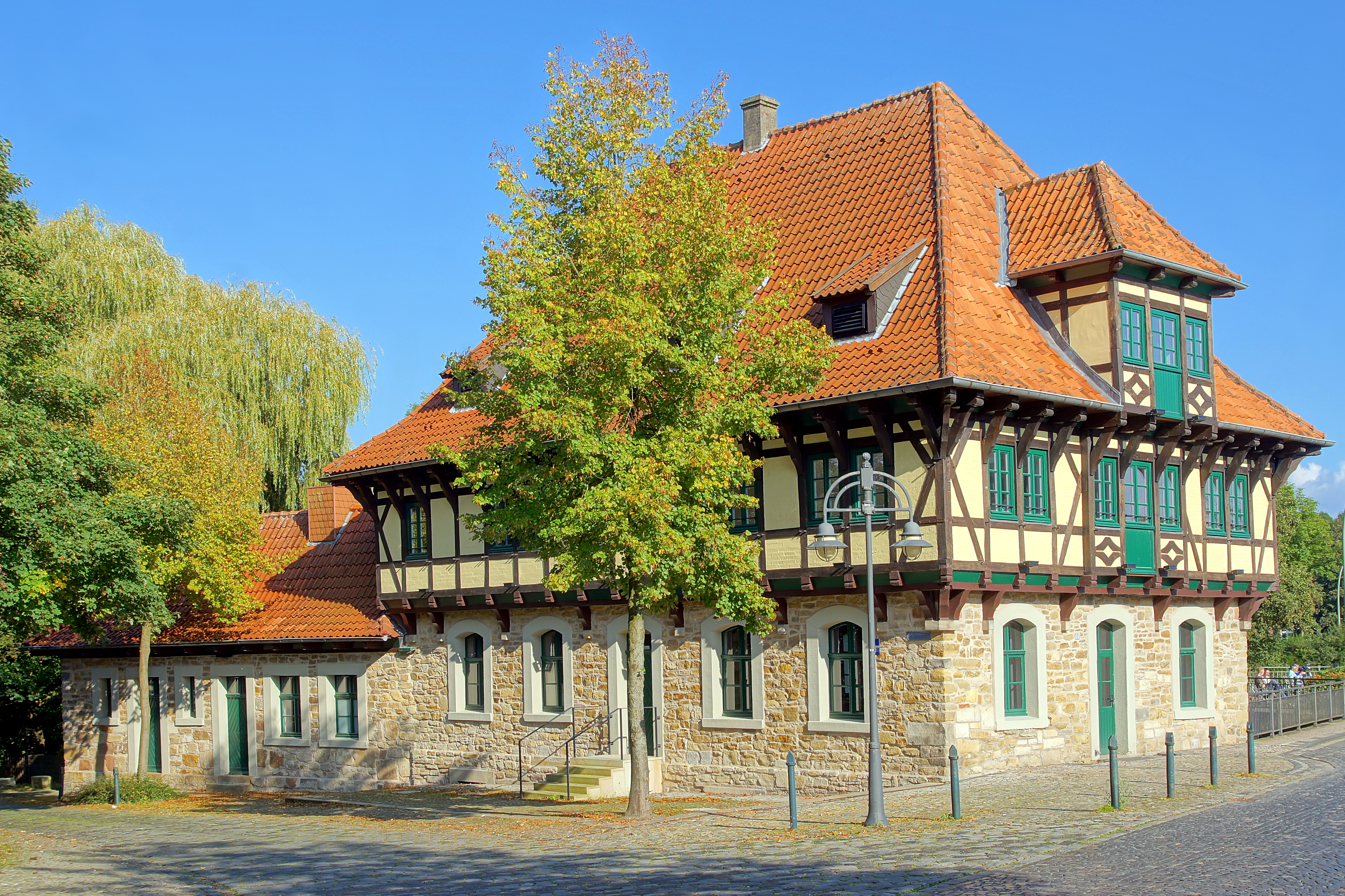
Schlossmühle, Sanierung und Fachwerkaufstockung

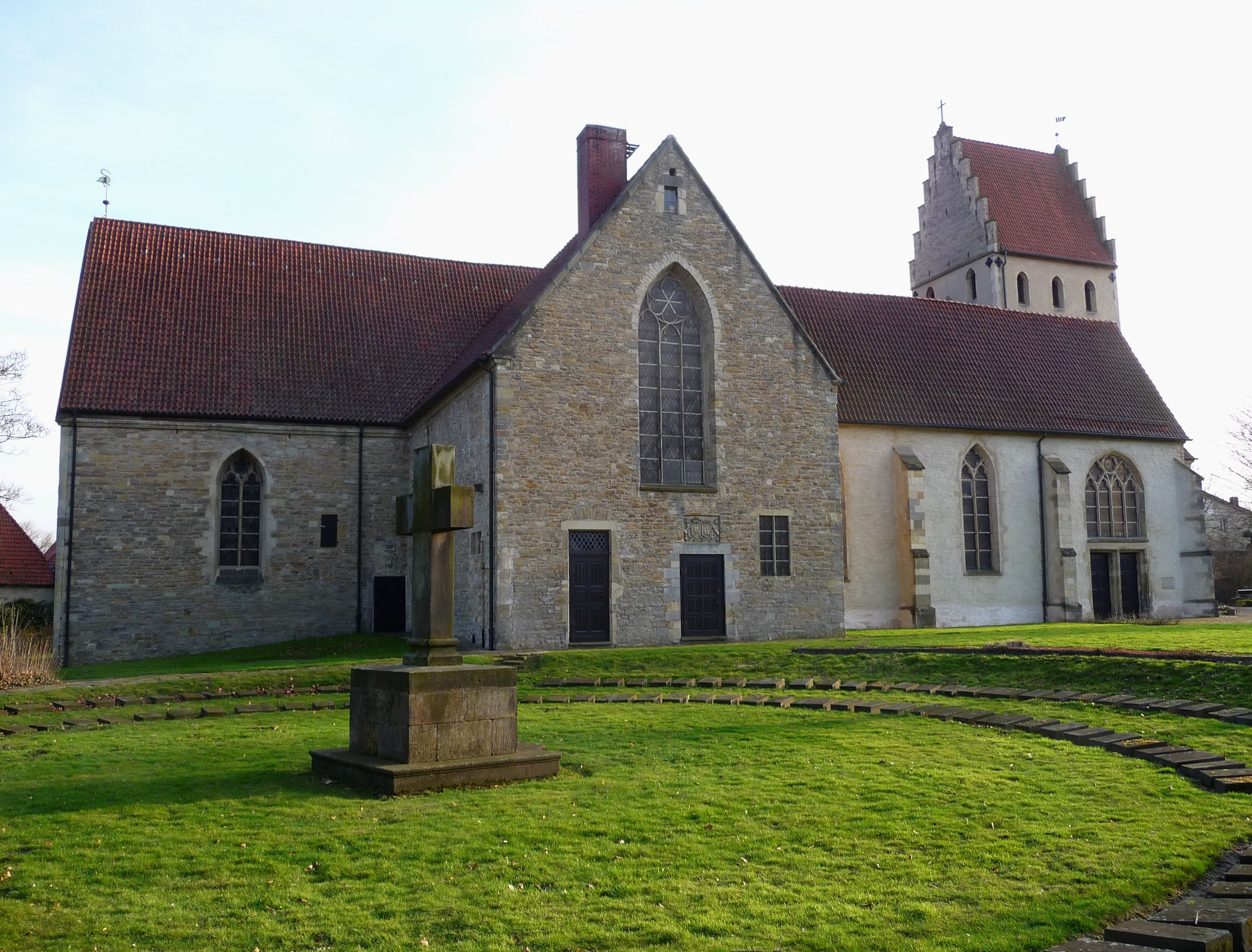
Denkmal an der Großen Kirche, Erster Weltkrieg

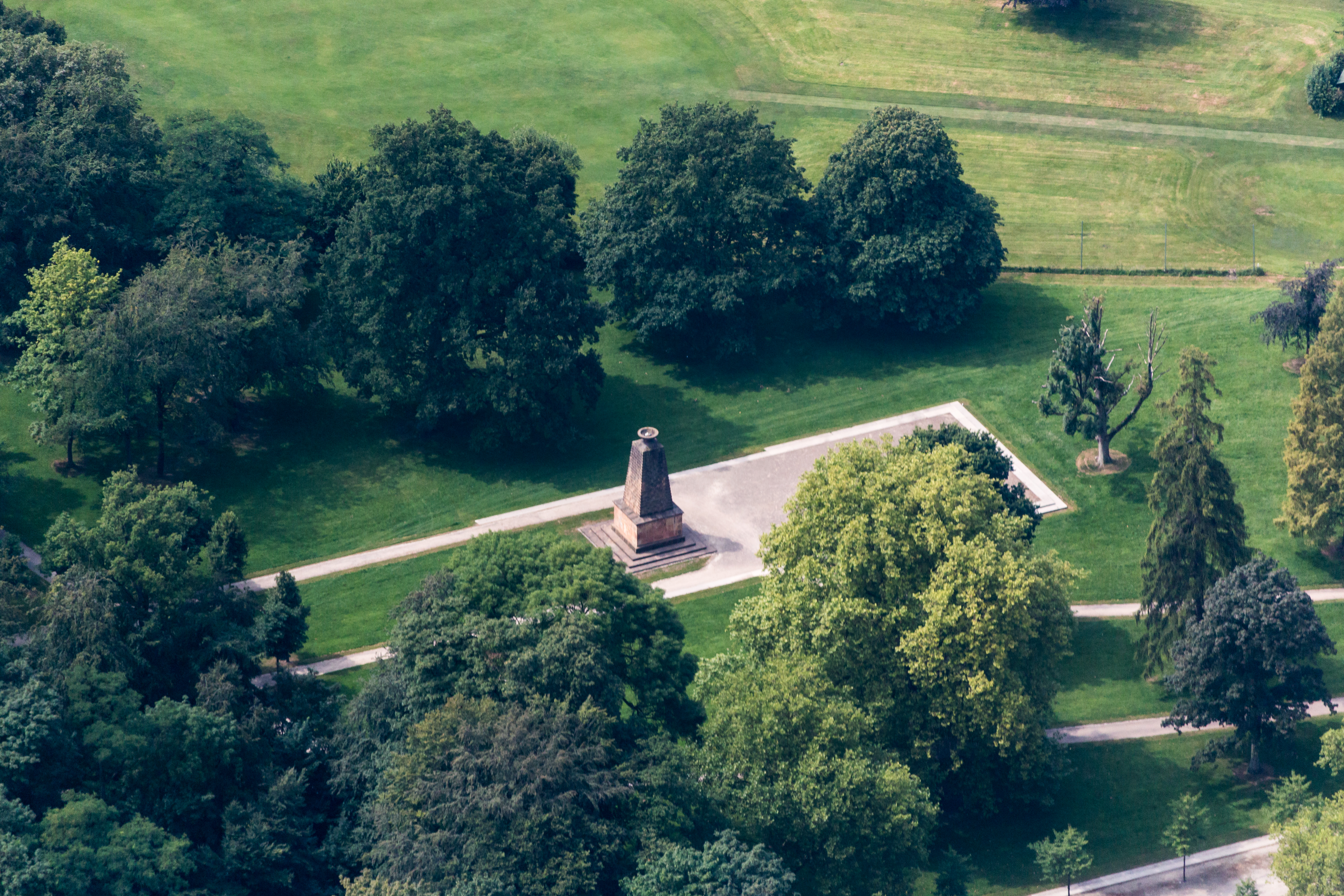
Denkmal im Steinfurter Bagno, Erster Weltkrieg

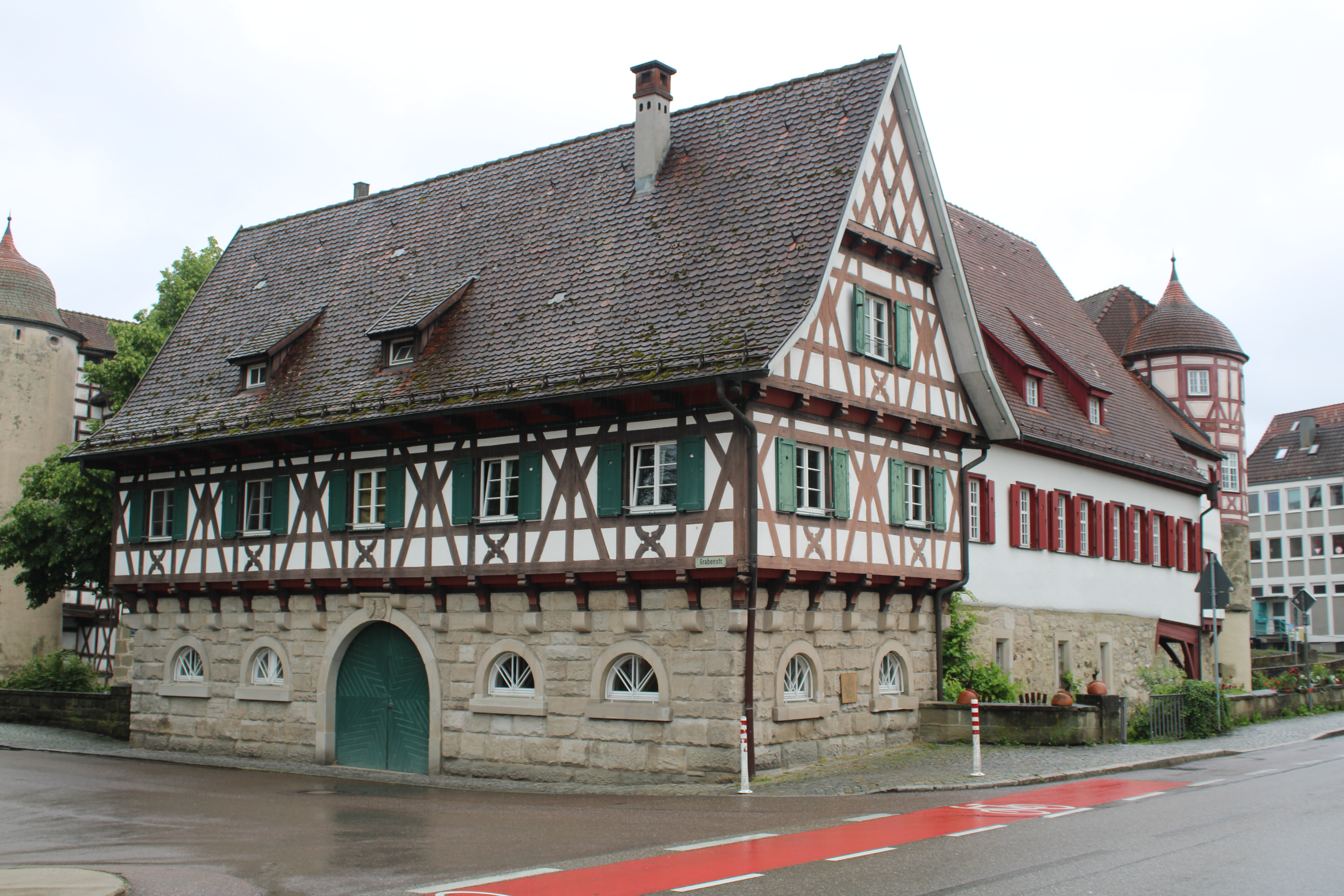
Bentheim’sches Forstamt in Gaildorf (heute Gaststätte)

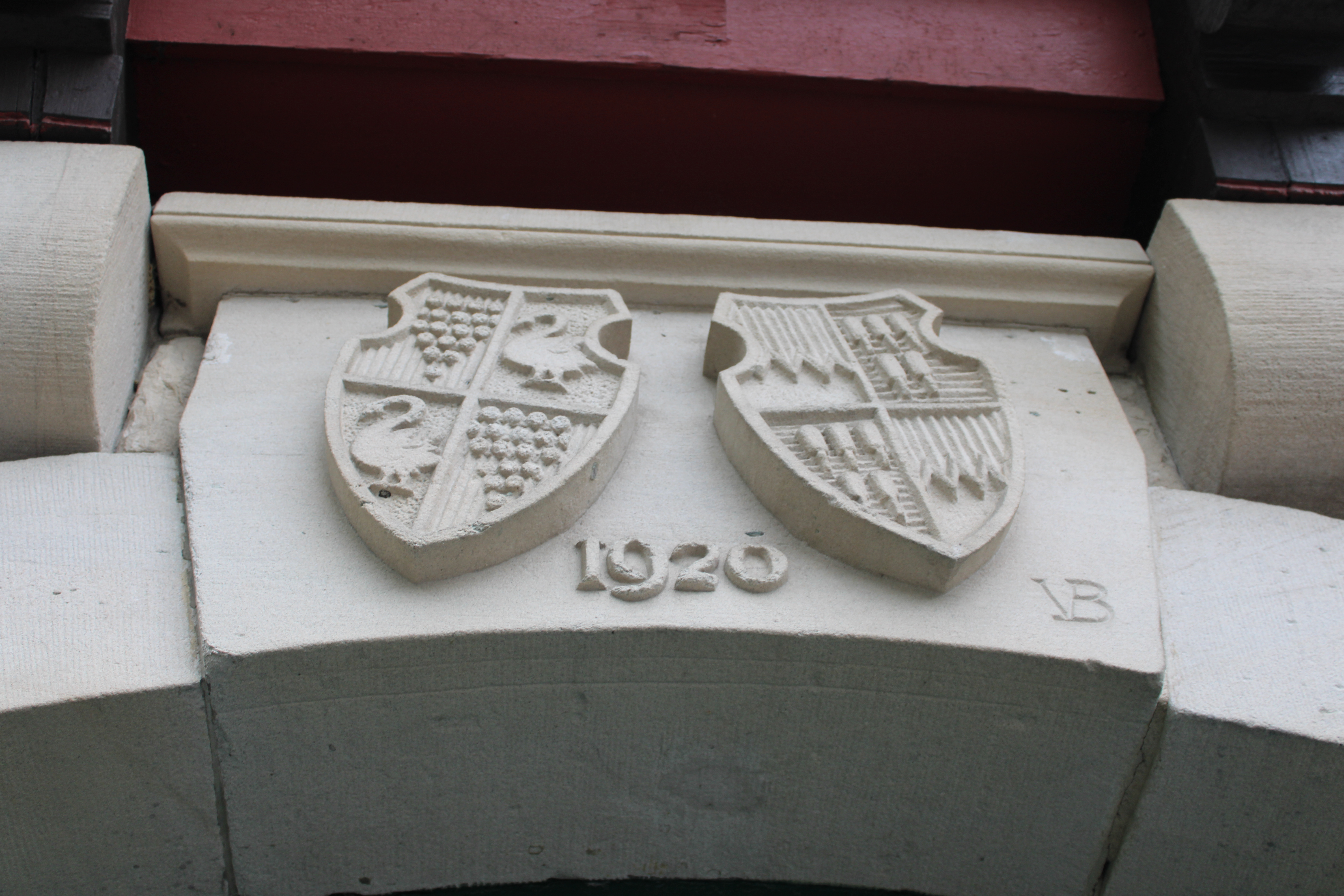
Bentheim’sches Forstamt, Schlussstein mit Baujahr, Wappen und Signatur

Prinzessin Victoria zu Bentheim und Steinfurt war das vierte Kind des Fürstenpaares Pauline zu Waldeck und Pyrmont und Alexis zu Bentheim und Steinfurt. Sie hatte sieben Geschwister und wurde von Privatlehrern unterrichtet. Nachdem sich ihre Tante Emma, Königin der Niederlande, bei der Familie für sie einsetzte, durften die ein Jahr jüngere Schwester Elisabeth und sie am Gymnasium Hammonense in Hamm das Abitur machen. Victoria zu Bentheim legte es 1912 ab.
Von 1883 bis 1914 wurde die Burg Bentheim restauriert. Dies Vorbild sowie Reiseeindrücke motivierten Victoria zu Bentheim zur Aufnahme eines Architekturstudiums an der Technischen Hochschule (Berlin-)Charlottenburg. Frauen benötigten dazu damals nach geltender Studienordnung eine Ausnahmegenehmigung des preußischen Kultusministers. Noch einmal setzten sich Verwandte bei Wilhelm II. (als König von Preußen) ein, und so immatrikulierte sich Victoria zu Bentheim am 18. April 1913 als eine der ersten Frauen. Die Schwester Elisabeth studierte zu gleicher Zeit in Berlin Malerei.
Die Ausbildung an der Technischen Hochschule erfolgte noch im Geist des Historismus. Kriegsbedingt unterbrach Victoria zu Bentheim ihr Studium zweimal. Nach der Diplom-Vorprüfung ab August 1915 war sie beim Militär-Neubauamt auf dem Truppenübungsplatz Döberitz eingesetzt. Sie plante Ställe, Baracken und einen Friedhof. Ab Mitte August 1917 bis zum Ende des Kriegs dokumentierte sie beschädigte Baudenkmäler im Norden Frankreichs. Beide Einsätze absolvierte sie gemeinsam mit ihrer Studienkollegin und guten Freundin Elisabeth von Knobelsdorff. Die Einsätze der beiden Frauen beim Militär sind wohl auf ihren Adelsstand zurückzuführen. Die Diplom-Urkunde trägt das Datum vom 12. Februar 1919. Drei Tage später beantrage Victoria zu Bentheim die Aufnahme in den Architektenverein zu Berlin und wurde im folgenden Monat aufgenommen.
In den wirtschaftlich unsicheren Zeiten nach Kriegsende kehrte sie nach Burgsteinfurt zurück. Auf dem Schloss Burgsteinfurt wurde das Fürstlich Bentheimische Bauamt geschaffen, dessen Vorsteherin und einzige Mitarbeiterin Victoria zu Bentheim war. Aufgaben waren die Verbesserung und der Ausbau der nach dem Krieg der Familie verbliebenen Liegenschaften. Seltener arbeitete sie für externe Auftraggeber. Sie fertigte Entwürfe und Ausführungszeichnungen bis hin zu den Details sowie die Ausschreibungen und übernahm die Bauleitung.
Die Planungsunterlagen sind erhalten geblieben. Die große Zahl der Projekte zeigt eine enorme Arbeitsbelastung, besonders im Jahr 1920. Sie plante Neu-, An- und Umbauten, Aufstockungen, Fachwerksanierungen und andere Restaurierungen, Garten- und Landschaftsplanungen, aber auch Grabmäler, Möbel und Besteck. In Bentheim an der Großen Kirche und im Steinfurter Bagno schuf sie zwei Denkmäler für die Gefallenen des Ersten Weltkriegs. Von den 1920er bis in die 1930er Jahre bearbeitete sie schwerpunktmäßig landwirtschaftliche Bauten. Bearbeitet wurden Gutshöfe, Siedlungshäuser, Lagergebäude und Stallungen im jeweiligen lokalen Baustil. In Bentheim errichtete sie Gebäude in Anlehnung an das niederdeutsche Hallenhaus, im oberbayrischen Mittenwald orientierte sie sich am Mittelflur- und Tennentyp.
Für den Tabakfabrikanten Rotmann entwarf sie den Heidehof in Leer bei Burgsteinfurt. Bei dem Projekt wurde ein bestehender Hof erweitert. Mit seinem reich geschmückten Schaugiebel, reichem Bauschmuck und einem großen Wohntrakt stellt er den Reichtum des Bauherrn dar. Für die fürstliche Familie wurde im zweiten Obergeschoss des Gebäudes eine Ferienwohnung eingerichtet. Der Adolfshof (Sundernhof) Burgsteinfurt sowie der Gutshof Völkleswald bei Gaildorf im nördlichen Württemberg entstanden 1923. Beide verfügen über einen T-förmigen Grundriss mit einem Wohn- und einem Wirtschaftstrakt. Die Erdgeschosse wurden massiv errichtet, oberen Geschosse in Fachwerkkonstruktion, teilweise geschützt durch Holzverschalungen. 1932 errichtete sie im Auftrag des Vaterländischen Frauenvereins das Evangelische Damenstift in Burgsteinfurt.
1935 zog sie nach Mittenwald und eröffnete dort ein Planungsbüro, bearbeitete aber nur noch wenige Projekte in der Region. Dazu gehörten ein Freibad, eine Berghütte sowie private Bauten. Im Jahr 1937 erwarb sie ein Wohnhaus, in dessen Zimmern im Obergeschoss sie Dauer- und Saisongäste unterbrachte. Manchmal wurden diese Zimmer auch kostenlos Bekannten überlassen. Ende der 1930er Jahre machte Victoria zu Bentheim viele Reisen in die Schweiz, nach Österreich und Italien und widmete sich dem Wandern und Klettern.
1933 trat Victoria zu Bentheim und Steinfurt in die NSDAP ein. 1941 wurde sie vom Ortsgruppenleiter in Garmisch-Partenkirchen gerügt, da sie sich nicht aktiv in der Partei engagierte. Im selben Jahr versteckte sie Kultgeräte, Messgewänder und Bücher der verbotenen Christengemeinschaft in ihrem Haus. Im Dezember 1943 versteckte sie die jüdische Hauswirtschafterin Eva Guttmann, Witwe von Wilhelm Guttmann, mit Tochter Stefanie für fünf Monate in ihrem Haus. Nach anonymen Drohungen wechselten sie im April 1944 auf den Schweizerhof bei Gaildorf. Hier brachte sie auch die aus dem KZ entflohene Frieda Mühlhausen unter und besorgte ihr falsche Papiere.
Sie wurde auf dem Friedhof des Fürstenhauses in Burgsteinfurt begraben.

## Ausstellungen (Auswahl)
- ab 2017: Wanderausstellung Frau Architekt. Seit mehr als 100 Jahren: Frauen im Architektenberuf, Deutsches Architekturmuseum[4], 2019 Museum der Arbeit, 2021/22 Goethe-Institut Nikosia[5]
- 2022: The Burnt Letters of Victoria, Kunstverein Grafschaft Bentheim, Neuenhaus[6]